# شيرهتشقا (مقاطعة دالاهو)
شيرهتشقا (بالفارسية: شیره‌چقا) هي قرية تقع في قسم حومة كرند الريفي (مقاطعة دالاهو) في إيران. يقدر عدد سكانها بـ 88 نسمة بحسب إحصاء 2016.